# Mahir Shukurov
Mahir Shukurov   (Bakú, 12 de desembre de 1982) és un exfutbolista azerbaidjanès de la dècada de 2000.
Fou 76 cops internacional amb la selecció de l'Azerbaidjan. Pel que fa a clubs, defensà els colors de FC Inter Bakú, FK Karvan, Olimpik Baku, Neftchi Baku, Khazar Lankaran, i Antalyaspor. També jugà per FC Anzhi Makhachkala i Karşıyaka.